# Maria Flood
Maria Flood, född 19 april 1919, död 7 juli 1964, var en norsk skådespelare.
Flood var engagerad vid Rogaland Teater, Folketeatret och Oslo Nye Teater. Hon medverkade också filmerna Sangen til livet (1943) och Det kunne vært deg (1952) samt i två TV-teaterföreställningar 1962.

## Filmografi
- 1943 – Sangen til livet
- 1952 – Det kunne vært deg
- 1962 – Velkomstmiddag
- 1962 – Hånden på hjertet